# Juan Martínez Hernández (médico)
Juan Martínez Hernández (Leganés, Madrid; 13 de abril de 1969) es un médico y escritor español. Entre sus publicaciones científicas cabe destacar algunas de sus hipótesis sobre enfermedades infecciosas y de origen tóxico. Ejerció de director técnico en Fundación para la Formación de la Organización Médica Colegial y de director general de Salud Pública de la Comunidad de Madrid. Entre las contribuciones científicas de Juan Martínez se encuentra la creación del primer registro nacional de centenarios (RENACE) con fines de investigación epidemiológica y genética, así como los trabajos sobre seguridad del paciente auxiliados por tecnología.

## Biografía
Realizó estudios de Medicina en la Universidad Complutense de Madrid (1987-1993) cursando las prácticas en el Hospital Clínico San Carlos donde fue alumno del cardiólogo Pedro Zarco. Con posterioridad realizó la especialidad de Medicina Preventiva y Salud Pública en el Hospital 12 de Octubre (1994-1996) y ha trabajado en diversos hospitales, poniendo en marcha los Servicios de Medicina Preventiva y Salud Pública de los Hospitales Mancha-Centro, El Escorial y Guadarrama, el del Hospital Carlos III (1999-2014), y realizando labores en el centro de vacunación internacional (2003-2007) hasta la desaparición de dicho hospital, cuando se fusiona con el Hospital Universitario La Paz. Desde 2015 es el director de la Fundación para la Investigación, Docencia, Formación y Competencia Profesional de los Médicos Colegiados de España (FFOMC). 
El día 23 de enero de 2017 fue nombrado director general de Salud Pública de la Comunidad de Madrid, causando el cese de su cargo como Director el 4 de septiembre de 2019 Durante el periodo de su función pública cabe destacar sus labores en la legislación en la Comunidad de Madrid relativas al Proyecto de Ley de salud pública de la Comunidad de Madrid, así como en la participación como fundador de la Revista Madrileña de Salud Pública (REMASP).

## Obras
Entre sus publicaciones científicas cabe destacar algunas de sus hipótesis sobre enfermedades infecciosas y de origen tóxico:
- Nociones de Salud Pública - es un manual para estudiantes de las profesiones sanitarias, que es una segunda edición revisada y ampliada con coautores, procedente de la primera edición de 2003. Edición: Martínez Hernández, Juan (2003). Nociones de Salud Pública (Primera edición). Madrid: Díaz de Santos. ISBN 978-84-7978-562-8.
- Manual de higiene y medicina preventiva hospitalaria - este título fue una aportación sobre la prevención de la infección derivada de la atención sanitaria. Edición: Díaz de Santos, ed. (2006). Manual de higiene y medicina preventiva hospitalaria (Primera edición). Madrid. ISBN 978-84-7978-734-9.
- Gripe A: Pandemia gripal 2009 - La irrupción de la pandemia gripal de 2009 hizo que su aparición tuviese un impacto en los medios de comunicación siendo el primer libro sobre el tema. Que se publicó en octubre de ese año, coincidiendo con la segunda oleada de la enfermedad en España. Edición: Gripe A. Pandemia Gripal (Primera edición). Madrid. 2009. ISBN 978-84-8451-033-8.

Entre su obra divulgativa, destaca la serie subtitulada reflexiones sobre salud y sociedad, recopilatorio de artículos de opinión sobre cuestiones de la sanidad y la salud sugeridos por la actualidad del momento, elevados a categoría de reflexión. Guiados por el espíritu crítico, la ironía y transitados por un tono poético de fondo, los títulos son:
- La urraca y el pez (autoedición), procedente del blog Maneras de vivir (FronteraD),[7] a la que siguió Todo es Veneno, publicado en 2011 y en 2015 En un lugar del mundo. El título que da nombre al libro, En un lugar del mundo, describe la lucha denodada de los profesionales sanitarios de Madrid por impedir la privatización de los hospitales hacia 2013.[8] Edición: La Urraca y el Pez. Reflexiones sobre Salud y Sociedad (Primera edición). Sevilla: Editorial Círculo Rojo. 2010. ISBN 978-84-15143-19-2.
- Realiza la biografía detallada del médico exiliado Juan Planelles, una investigación acerca de la vida profesional y política de los científicos españoles del exilio tras la Guerra Civil.[9]